# Bundesautobahn 104

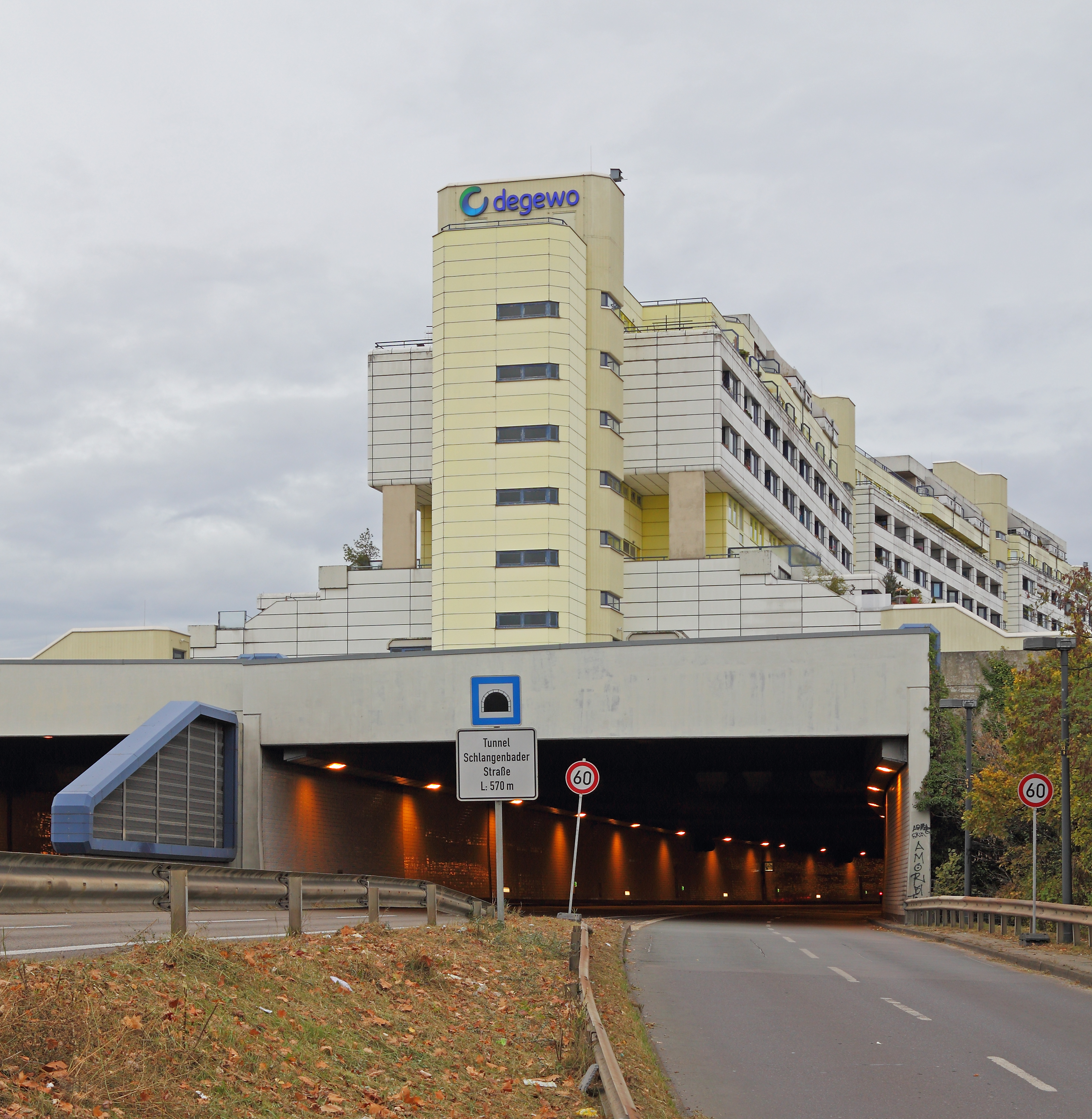
L'autostrada sottopassa il complesso residenziale di Schlangenbader Straße

La Bundesautobahn 104 (letteralmente: "autostrada federale 104") era un'autostrada urbana tedesca, che serviva i quartieri occidentali della città di Berlino.
Costruita come primo tronco di un'arteria più lunga (e mai completata), venne declassificata nel 2006; da allora è classificata come raccordo d'accesso all'autostrada A 100.

## Storia
In origine, l'autostrada avrebbe dovuto congiungere il raccordo anulare berlinese nei pressi di Wilmersdorf con la tangenziale ovest nei pressi di Steglitz.
Nel 1974 venne aperto il primo tratto, il più settentrionale, fra le uscite di Konstanzer Straße e di Mecklenburgische Straße. Sei anni dopo seguì un ulteriore tratto, fino a Schildhornstraße, che ha la particolarità di sottopassare il grande complesso residenziale di Schlangenbader Straße costruito contemporaneamente. Il tratto finale, che avrebbe richiesto la demolizione di numerosi edifici residenziali lungo la Schildhornstraße, non venne mai portato a termine: l'unica opera costruita fu il viadotto "Joachim-Tiburtius-Brücke", sormontato dal ristorante Bierpinsel.
L'autostrada, che in origine era numerata "A 19", venne in seguito rinumerata "A 104". Nel 2006 venne declassificata a raccordo d'accesso alla A 100, con la denominazione di "Autobahnzubringer Schmargendorf" (raccordo autostradale di Schmargendorf).

## Percorso
| A 104 |                         |     |                |
| Tipo  | Indicazione             | km  | Corrispondenze |
|       | Konstanzer Straße       | 0,0 |                |
|       | Kreuz Wilmersdorf       | 0,5 |                |
|       | Mecklenburgische Straße | 1,2 |                |
|       | Breitenbachplatz        | 2,3 |                |
|       | Schildhornstraße        | 2,6 |                |